# Mont McDonald (îles McDonald)
Pour les articles homonymes, voir McDonald.
Ne pas confondre avec le mont MacDonald des îles Australes
Le mont McDonald est le point culminant des îles McDonald de l'archipel des îles Heard-et-MacDonald appartenant à l'Australie.